# Nils Nilsson (arkivarie)
Nils Herbert Ingemar Nilsson, född 3 januari 1917 i Lekåsa församling, Skaraborgs län, död 30 mars 1987 i Vällingby församling, Stockholms län, var en svensk litteraturhistoriker och arkivarie. 

## Biografi
Nils Nilsson var son till lantbrukaren Karl Petter Nilsson. Efter studentexamen vid Skara högre allmänna läroverk blev han student vid Uppsala universitet, där han avlade en filosofie kandidatexamen 1942 och en filosofisk ämbetsexamen samma år. Examen var inriktad mot historia, nordiska språk och litteraturhistoria han kom därefter att inrikta sina studier mot litteraturhistoria och blev 1949 filosofie licentiat efter ha lagt fram en avhandling om Johan David Valerius. Nilsson blev 1949 extra tjänsteman vid Riksarkivet, samma år extra tjänsteman i kammarkollegiet och arbetade som extraordinarie tjänsteman där 1952-1955. 1952 blev han amanuens vid Riksarkivet och erhöll 1953 arkivaries titel. Nilsson blev 1955 vikarierande arkivarie, 1961 arkivarie, 1962 extraordinarie byrådirektör, 1966 förste arkivarie och chef för utrednings- och utvecklingssektionen och var 1967-1981 arkivråd vid Riksarkivet. Han biträdde som expert i kommittén angående utbildning av bibliotekspersonal med mera 1966-1969
Han skrev bland annat Föreningsarkiven och deras vård (1962), Kommunal arkivvård (tillsammans med Robert Swedlund, 1964), Diarieföring och arkivläggning (1966), Arkiv i rörelse (1971), Arkivkunskap (1973), Arkiven och informationssamhället (1976) och Arkiv i förvandling (1983).
Han ingick 1951 äktenskap med Ying Toijer-Nilsson och var far till Gudmund Toijer. Nils Nilsson är begravd på Bromma kyrkogård.